# Viticulture en Grèce
La production du vin en Grèce est l'une des plus vieilles du monde. La conjonction du sol et du climat a permis son essor et les plus anciens textes de la littérature grecque comme l’Iliade et l’Odyssée en portent témoignage. Les tout  premiers vins grecs ont été datés de 6 500 ans, leur élaboration correspondant aux besoins d'une famille ou d'une petite communauté. Suivant les avancées de la civilisation grecque, leur production et leur commercialisation prirent une grande ampleur. Les fouilles archéologiques ont prouvé que la consommation du vin a été effective d'un bout à l'autre de la Méditerranée. Il acquit un très haut prestige en Italie sous l'Empire romain. Cette réputation perdura jusqu'au Moyen Âge, où les vins exportés de la Grèce ou de ses îles étaient considérés comme les seuls dignes des tables royales ou pontificales en Europe occidentale.
Depuis le milieu du XXe siècle, la densité des vignobles est de 2 500 et 4 000 vignes par hectare. La taille en gobelet, avec des vignes rampantes subsiste dans les petites exploitations, mais le Cordon de Royat a été adopté. Les plants porte-greffe les plus courants sont le Millardet et de Grasset 41 B, le Richter 110 et le Paulsen 1103.

## Histoire

### Préhistoire et Antiquité
Laurent Bouby explique : « La viticulture aurait été adoptée par les Grecs, au moins dès le IIIe millénaire avant notre ère. Mais une découverte archéobotanique récente montre la fabrication de vin à Dikili Tash, dans le nord de la Grèce, au Néolithique final (fin du Ve millénaire), peut être à partir de vigne sauvage ».

#### Préhistoire
Les plus anciennes traces de vinification ont pu être datées de -6500. Cette découverte a été faite par Tania Valamoti, du département d'archéologie de l'Université Aristote de Thessalonique. Sur le site néolithique de Dikili Tash, situé dans la plaine de Drama, en Macédoine-Orientale-et-Thrace, à environ 1,5 km à l'est de la cité antique de Philippes, l'archéologue et son équipe ont fouillé quatre maisons où ils ont découvert 2 460 pépins carbonisés et 300 peaux de raisin foulées. L'analyse de ces restes de vinification a mis en évidence que ces grains provenaient soit de lambrusques, soit d'une variété très précoce. Les archéologues grecs ont aussi mis au jour des tasses d'argile à deux anses et des pots suggérant le transvasement des liquides et sa consommation.

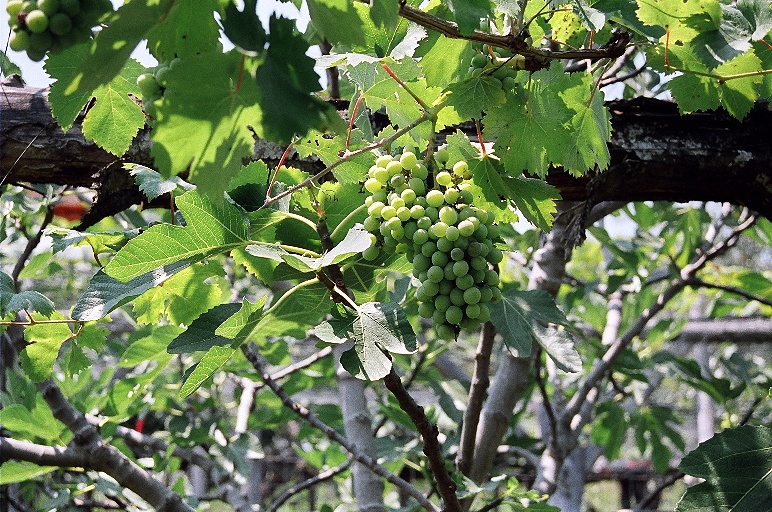
Vigne en hautain sur un figuier à Thessalonique

La présence de figues carbonisées, près des restes de raisin, laisse supposer qu'elles ont servi d'adjuvant sucré pour camoufler l'amertume du jus des vignes sauvages. Tania Valamoti a expliqué : « Les figues, plus sucrées, ont pu être ajoutées aux jus de raisins avant la fermentation, ou alors après l'achèvement du processus de fermentation ». L'équipe de l'Université Aristote va faire analyser la poterie de Dikili Tash pour déterminer si de l'acide tartrique était présent dans les coupes .
La viticulture aurait quant à elle commencé vers le IIIe millénaire avant notre ère, probablement à partir de la Crète minoenne qui était en contact avec la Mésopotamie via l'Égypte. Dans les palais crétois, des presses ont été retrouvées, ainsi que des jarres qui devaient contenir du vin. Il semblerait aussi qu'un des signes du linéaire A puisse être interprété comme « vin ». De la Crète, la culture de la vigne serait passée d'abord sur Théra puis de là sur le continent mycénien. Une autre hypothèse (non exclusive) propose que la viticulture est arrivée en Grèce continentale depuis l'Asie mineure via les îles du nord-est de la mer Égée et la Thrace. De nombreuses traces archéologiques et artistiques montrent le lien entre la civilisation mycénienne et le vin. À Pylos, le palais de Nestor avait une cave à vin où 35 récipients marqués « vin » ont été retrouvés. Dans le linéaire B, des symboles pour « vin », « vignoble » et surtout « marchand de vin » ont été identifiés. Outre le vin local, du vin importé était consommé : des jarres à vin provenant de nombreuses régions, dont Canaan, ont été retrouvées à Mycènes.

#### Antiquité classique
Les premiers conseils grecs de viticulture et de vinification se trouvent dans Les Travaux et les Jours d'Hésiode au VIIIe siècle av. J.-C. : « Lorsque Orion et Sirius seront parvenus jusqu'au milieu du ciel, et que l'Aurore aux doigts de rose contemplera Arcture, ô Persès ! cueille tous les raisins et apporte-les dans ta demeure ; expose-les au soleil dix jours et dix nuits. Conserve-les à l'ombre pendant cinq jours, et le sixième, renferme dans les vases ces présents du joyeux Bacchus. » Il plaçait les vendanges dans la seconde moitié de septembre. Quant à la taille, elle devait se faire avant le printemps (marqué par l'arrivée de l'hirondelle). Des traités des Ve et IVe siècles av. J.-C. abordent les questions de sélection des plants, des lieux d'installation des vignobles ou des caractéristiques des divers vins. Théophraste (fin du IVe siècle av. J.-C.) décrit dans Sur les Sensations. (dans la partie consacrée aux odeurs) le rôle du sol, de l'irrigation, du terroir, du moment de la récolte (ainsi que la personnalité du vigneron) sur le goût du vin. Il évoque aussi le rôle des épices qu'on y ajoute.
Le vin devint rapidement un véritable enjeu économique. Des législations, la première concernant Thasos au Ve siècle av. J.-C., furent mises en place pour protéger la qualité et la réputation des vins locaux, mais aussi pour prélever des taxes. Sur Thasos, toutes les amphores contenant du vin devait être scellées avec le sceau des magistrats de la cité pour en garantir l'authenticité. De plus, l'ajout de pétales de rose qui donnait son goût caractéristique au vin de l'île, augmentant son arôme floral naturel, fut strictement encadré. Par ailleurs, l'importation de vin était interdite, au point où les navires qui en transportaient ne pouvaient approcher du port. Très vite, l'exemple de Thasos fut imité ailleurs.
Il semblerait que la richesse économique liée au vin grec (production, vente et renommée) ait atteint son apogée entre le VIe et le IVe siècles av. J.-C.. Elle aurait ensuite entamé un déclin qui aurait été accéléré par la conquête romaine. Cependant, le vin grec disposait encore sous l'Empire d'une grande réputation, puisque lorsque Tibère en offrait en récompense à ses officiers, c'était considéré comme un grand honneur. Finalement, durant les IIe et IIIe siècles av. J.-C., le vin grec perdit des marchés dans l'ensemble de l'Empire romain. La Grèce connut une surproduction. Il semblerait que la renommée du vin grec ait alors périclité.

#### Premiers crus célèbres et diffusion

Sphère d'influence de la Grèce antique

Thucydide avait affirmé : « Les peuples méditerranéens commencèrent à sortir de la barbarie quand ils apprirent à cultiver l'olivier et la vigne ». Six siècles plus tard, le poète Virgile écrivit qu'il « serait plus facile de compter les grains de sable de la mer que d'énumérer tous les crus grecs ».
Déjà Homère évoque (Iliade, chant XI et Odyssée chant X) le οἴνῳ Πραμνείῳ, le vin de Pramne, originaire de l'île d'Ikaria. Ce vin était si réputé que son nom finit par devenir, selon Athénée, un terme générique pour tous les vins austères et très alcooliques. Chios, avec les crus d'Arivisios et de Phainos, dont la renommée égalait la cherté, un métrète (40 litres environ) valant une mine, soit le prix d'une paire de  bœufs.
Vins des îles
Plusieurs îles de la Mer Égée fournissaient des vins renommés : Thasos, Lemnos, Lesbos (vin de Lesbos), Chios, Samos, tandis qu'à Naxos la légende voulait qu'il coulât une source de vin naturelle.
Vins du continent
La Thrace, pays natal de Dionysos fournissait le célèbre Marôneia avec lequel Ulysse enivra le Cyclope. De la Macédoine provenaient les crus Acanthia et Mendé. La Thessalie était réputée pour son Héraclée et dans l'Attique était élaboré le fameux Chrysatikos.
Le vin de Grèce circulait dans l'antiquité. À l'intérieur même de la Grèce géographique, le marché principal était Athènes qui en importait beaucoup. Une partie du vin produit en Grèce était exportée, comme le prouvent les découvertes archéologiques en Égypte, tout autour de la mer Noire, le long du Danube jusqu'en Autriche, dans le sud et le centre de l'Italie (Porticello et Étrurie). Cette dernière région joua un rôle non négligeable dans la diffusion de la viticulture qui aurait aussi été transmise en Occident depuis la Grèce, tout comme la colonie grecque de Massalia et ses contacts avec les Celtes.

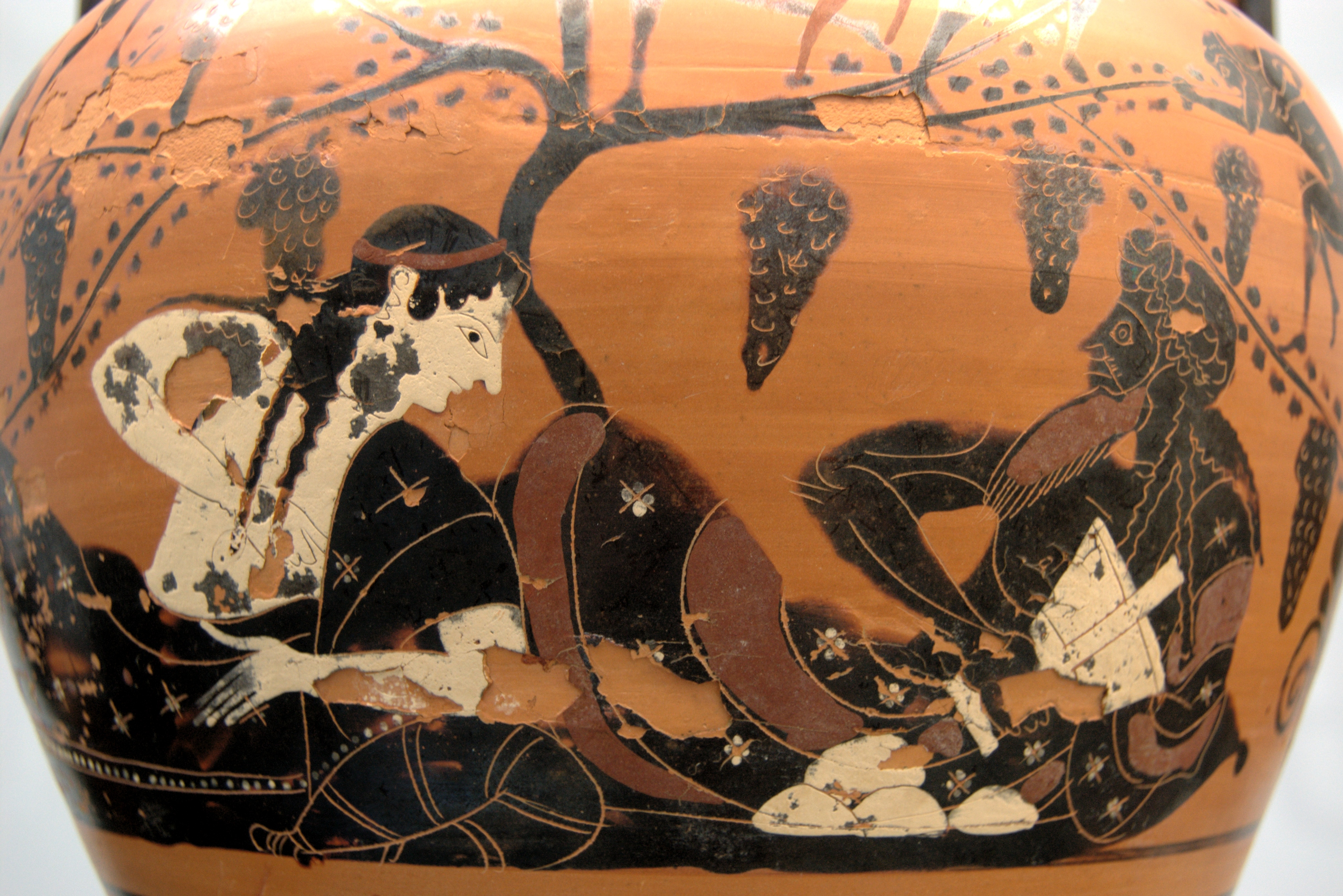
Dionysos et Ariane sous une vigne, amphore à col attique à figures noires, v. 520 av. notre ère (Vulci).
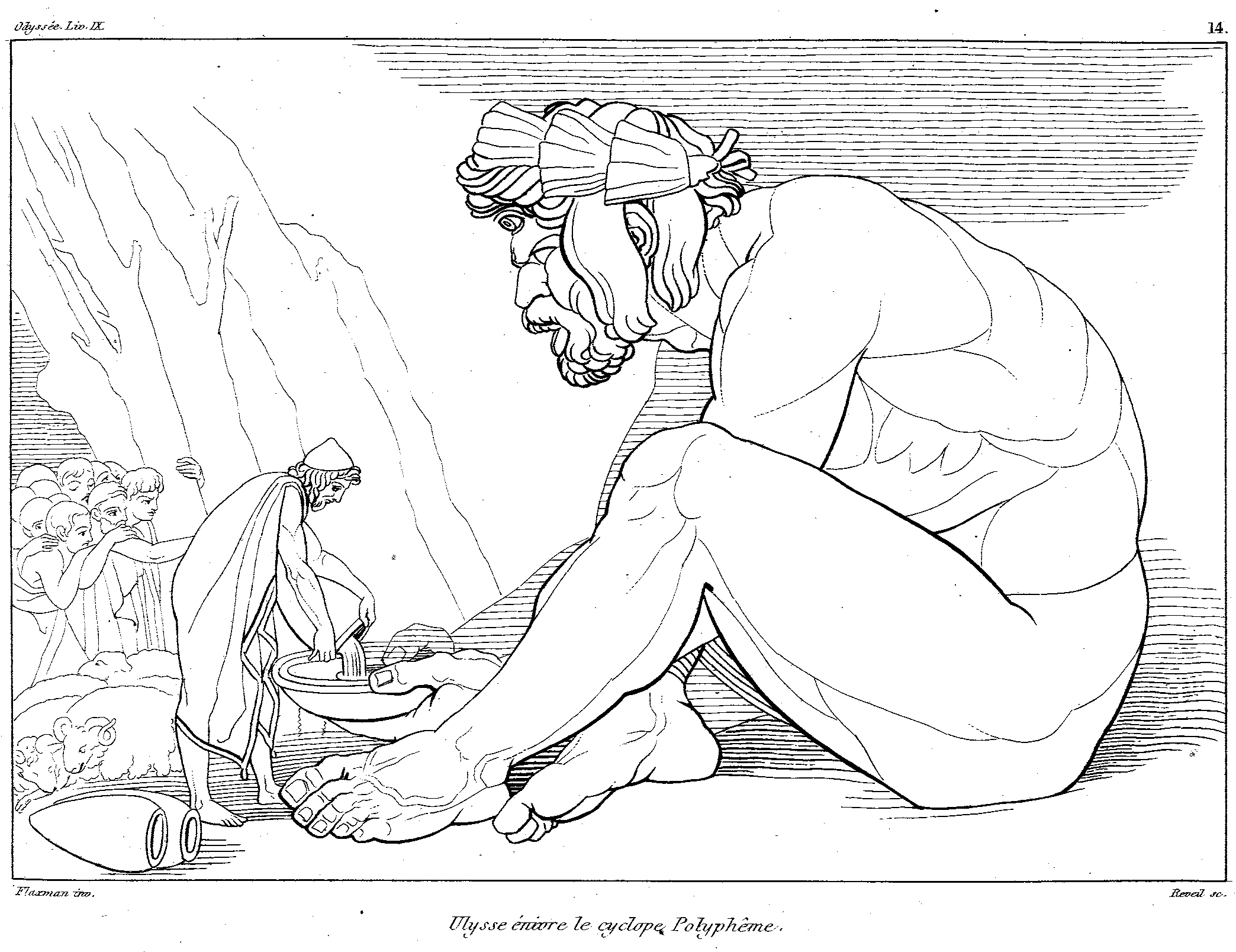
Ulysse enivrant le cyclope Polyphemos avec un cratère de Marôneia

Pour contenir le vin ou le boire, les Grecs utilisaient divers récipients. Le premier était le linos dans lequel les grappes étaient écrasées et le moût était récupéré. Celui-ci était ensuite stocké dans un pithos où il fermentait. Le transfert du litos au pithos se faisait dans des outres en peaux de chèvre. Comme celles-ci donnaient un goût caractéristique au vin, elles n'étaient utilisées que pour ce transfert, sur de très courtes distances. Le dégagement de gaz carbonique durant la fermentation avait entraîné la mise en place de règles très strictes : la salle où étaient regroupés les pithoi était interdites d'accès lors des phases de fermentation les plus actives. Les amphores étaient utilisées pour le transport du vin sur de longues distances. Les plus anciennes et lointaines amphores retrouvées l'ont été à Canaan et remontent au XIVe siècle av. J.-C. Lors des symposia, le vin (réputé très lourd) était mélangé à de l'eau. Les premiers vases utilisés étaient les dinos, mais ils étaient peu pratiques et les différentes variantes de cratères leur furent préférées. Ensuite, le vin était décanté dans les œnochoés avant d'être versé dans les vases à boire (canthare, skyphos ou kylix).

### Périodes byzantine, vénitienne et ottomane

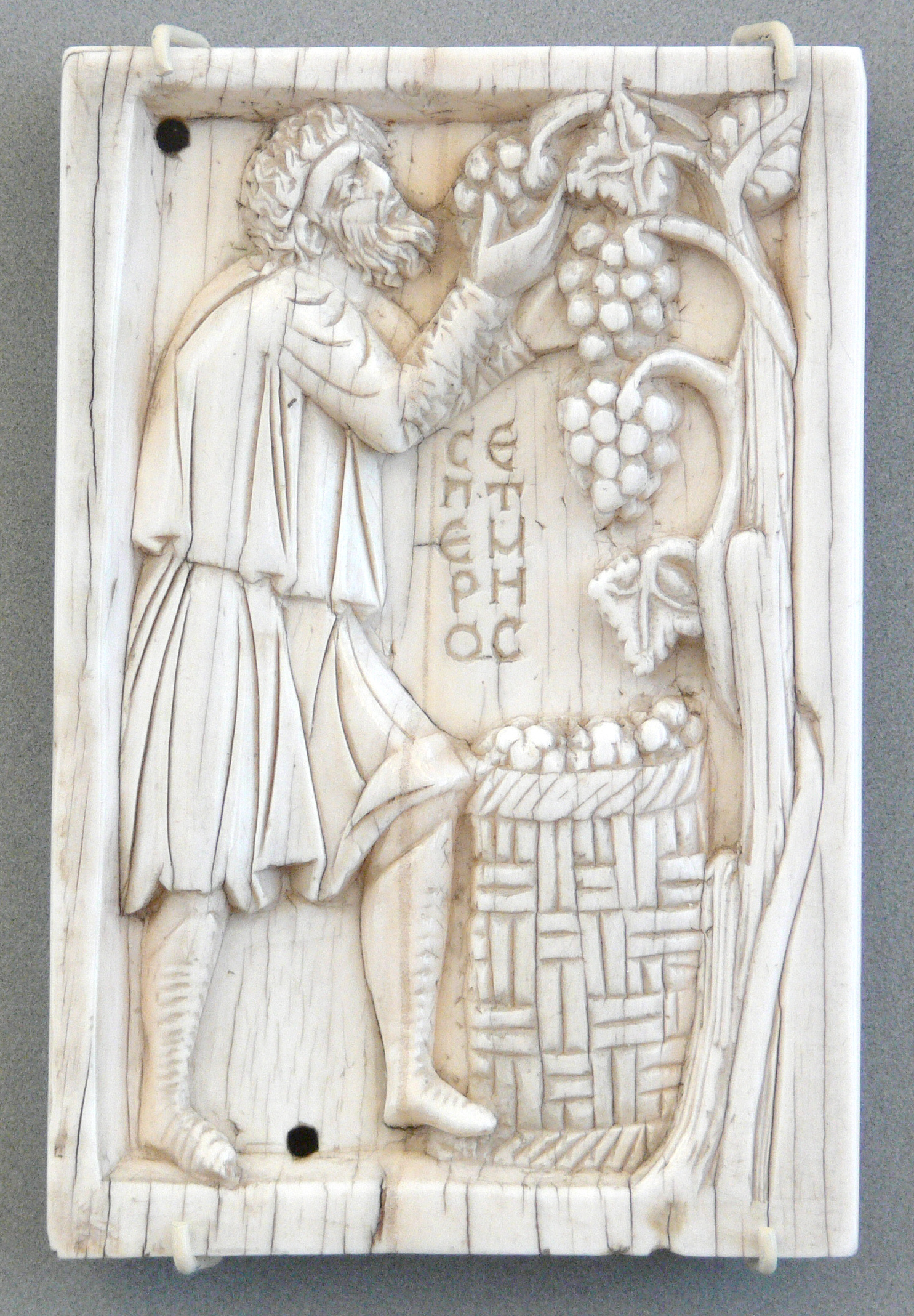
Ivoire byzantin représentant des vendanges sur vignes hautes

Dans les premiers siècles de l'Empire byzantin, la viticulture passa d'une religion à l'autre. L'interdiction de l'idolâtrie fit disparaître toute référence à Dionysos. Pendant ce temps, les vignobles furent peu à peu transférés aux monastères, par voie de donations, legs ou achats. Les moines, sur leurs grands domaines, travaillèrent alors à l'amélioration des plants et des techniques de vinification. Le tonneau remplaça les amphores vers le VIIe siècle. L'ajout d'épices et d'arômes disparut, à l'exception de la résine. L'habitude de mélanger vin et eau diminua et avec elle, le mot désignant le vin en grec changea. Le mot ancien « οίνος », le vin qu'on devait mélanger, recula, remplacé par « κρασί », le vin qu'on peut boire pur. En parallèle, les classes supérieures qui se différenciaient des classes populaires dans l'antiquité en buvant leur vin glacé, prirent l'habitude de le boire tiède.
Au XIe siècle, Alexis Ier Comnène accorda le monopole du commerce du vin dans tout l'Empire aux Vénitiens. Les établissements qui depuis le VIIe siècle s'étaient créés pour vendre exclusivement du vin (« taverna » ou « kapilia ») souffrirent alors. En effet, les vins vénitiens importés (principalement l'amarone et le recioto, imités des crus de Chios, de Samos et de Crète) qui ne payaient plus de taxes firent concurrence aux vins locaux. En 1361, l'administration byzantine sépara les ventes en gros et au détail. Le vin en gros ne payait toujours pas de taxes au contraire du vin au détail. Le vin vénitien fit moins concurrence au vin local, mais, la production grecque avait trop souffert de la concurrence déloyale et ne se remit pas. Les vins grecs qui continuèrent à être exportés provenaient de régions passées sous domination vénitienne directe : Chypre, Crète ou Monemvasia. La spécialité locale, très vite connue sous le nom de malvoisie fut même réputée dans toute l'Europe occidentale, au moins jusqu'au XVIIIe siècle. Les quantités demandées firent que la production locale ne suffit pas et « malvoisie » devint un terme générique pour désigner aussi la production de Santorin et de la Crète. Quant au port de Monemvasia, il devint trop petit pour recevoir les quantités écoulées et la Crète devint le principal lieu d'exportation, entraînant même un déclin de la production dans le sud-est du Péloponnèse.
La période de la domination ottomane changea peu de choses. Des taxes nouvelles furent ajoutées par les autorités ottomanes, mais l'interdiction musulmane de l'alcool ne fut pas imposée en Grèce. La viticulture fut même encouragée, pour des raisons fiscales. Le vin grec resta un des principaux produits d'exportation. Cependant, la guerre d'indépendance grecque entraîna des destructions importantes et les exploitations viticoles souffrirent.

### Époque contemporaine
Après l'indépendance, la reconstitution des vignobles se fit de façon assez inorganisée. La production viticole souffrit aussi de la concurrence du « corinthiaki », le raisin destiné à la production de raisins secs pour l'exportation. Entre les années 1830 et le début du XXe siècle, les surfaces en « corinthiaki » quadruplèrent, tandis que les surfaces destinées au vin doublèrent (de 50 000 à 100 000 hectares). Le phénomène fut même accentué par la crise du phylloxéra en France. Afin de planter plus de « corinthiaki », les autres plants de vigne furent arrachés (ainsi que des oliviers et d'autres arbres fruitiers). Lorsque la vigne française se remit de cette maladie, les exportations grecques diminuèrent fortement, d'autant plus qu'elles durent affronter les concurrences australienne et californienne. La crise viticole eut d'importantes conséquences en Grèce : exode rural et troubles sociaux dans les campagnes (principalement dans le Péloponnèse). Les problèmes empirèrent quand le pays fut à son tour touché par le phylloxéra. C'est en Macédoine, près de Thessalonique (alors encore dans l'Empire ottoman) que le premier cas fut enregistré en 1898. La maladie se répandit rapidement. Alors que les surfaces viticoles atteignaient 200 000 hectares en 1916, elles ne cessèrent de diminuer ensuite, pour se stabiliser aux alentours de 150 000 hectares. En même temps, la variété « corinthiaki » fut remplacée par la « sultana ». Cette dernière, connue depuis l'antiquité, permet de produire aussi bien du raisin de table, des raisins secs que du vin.
Dès le XVIIe siècle, les premières compagnies grecques de commercialisation du vin furent créées. Elles ne durèrent pas plus longtemps que les deux éphémères premières compagnies de l'époque contemporaine créées en 1858 à Patras et sur Céphalonie. À la fin du XIXe siècle, une dizaine d'entreprises travaillaient dans le secteur de la vigne, principalement dans la distillation, mais elles vendaient aussi du vin en gros. Au détail, il continuait à être distribué dans les kapilia. Celui-ci n'était pas de très bonne qualité (hormis quelques vins qui remportèrent quelques médailles dans des concours internationaux). Il s'oxydait très vite et variait d'une année sur l'autre. Pour remédier à ces défauts, l'ajout de résine se perpétua. Cependant, ce n'était pas suffisant et la population préféra consommer de la bière.
Après la crise du phylloxéra et malgré le fait que la Grèce ne disposait plus de marchés à l'exportation, la vigne fut malgré tout replantée. Le pays se trouva en situation de surproduction. Le gouvernement décida alors la création de coopératives afin de soutenir le niveau de vie des agriculteurs. Elles achetèrent, avec le soutien de l'État, le raisin aux producteurs, en ne se souciant que de la quantité, jamais de ma qualité. L'idée n'était pas d'être profitable, mais d'aider à la survie des campagnes. Il y eut quelques rares exceptions comme l'Union agricole de Samos qui produisait un vin de très bonne qualité et renommé dans le monde entier.

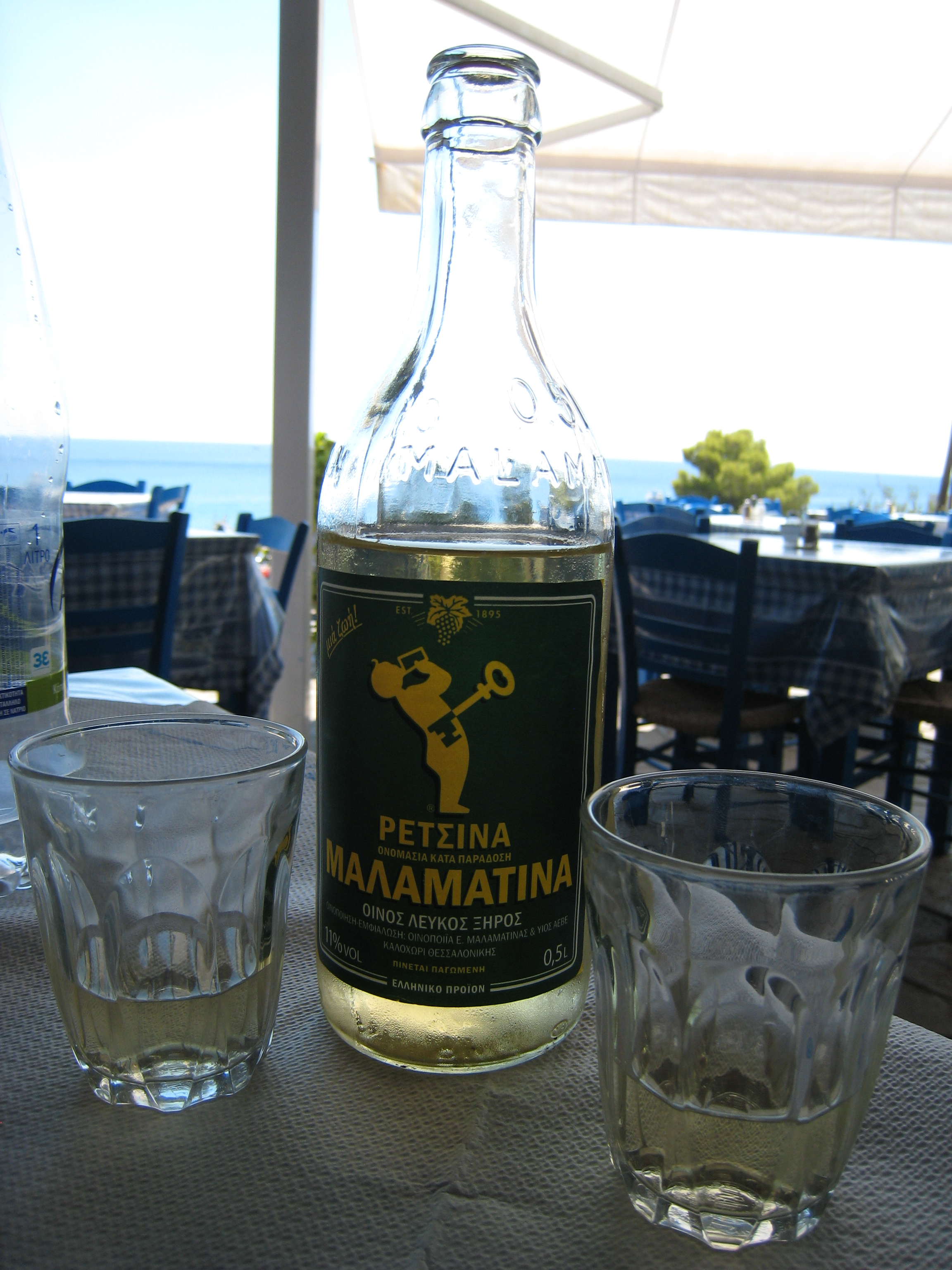
Une bouteille de 50 cl de retsina.

La prospérité grecque après la Seconde Guerre mondiale et la guerre civile créa un marché local pour le vin local. Il y eut une nouveauté supplémentaire : le vin en bouteille (en format 50 cl) trouva des débouchés au sein de la bonne société grecque, des expatriés de retour au pays et auprès des touristes. Le vin en vrac dit « de village » continua malgré tout à dominer le marché et la partie la plus populaire de la population considérait qu'il était plus « pur » que le vin en bouteille supposé rempli de produits chimiques. La production et le marché se diversifièrent donc, entre une production de masse par les vignerons locaux, les coopératives et les grandes exploitations qui vendaient un vin médiocre en vrac ou en bouteille d'un litre et une production de qualité par des artisans qui proposaient leur produit dans leurs chais, mais dont la réputation ne dépassait pas leur village. Cette période connut aussi l'explosion du « retsina » (le vin auquel de la résine est ajoutée) très populaire auprès des touristes étrangers. À Athènes, hormis dans les grands restaurants, il n'y avait que du retsina de proposé. Le vin en bouteille à destination des touristes n'était que du retsina. À la fin des années 1960, retsina était synonyme de « vin grec » dans le monde entier.
Jusqu'au phylloxéra autour la Première Guerre mondiale puis aux destructions allemandes durant la seconde, les vignobles étaient très denses, avec jusqu'à 10 000 vignes par hectare. La taille en gobelet était la règle, avec des vignes rampantes. Depuis, la densité a diminué : entre 2 500 et 4 000 vignes par hectare et le Cordon de Royat a été adopté. Les plants porte-greffe les plus courants sont le Millardet et de Grasset 41 B, le Richter 110 et le Paulsen 1103. La viticulture a connu une double évolution dans la seconde moitié du XXe siècle. Alors qu'elle était « biologique » de façon traditionnelle avec au mieux du fumier comme engrais et du désherbage manuel, elle se tourna vers la chimie dans les années 1970 (engrais, désherbants, insecticides, fongicides). Dans les années 1990, la viticulture « bio » fit son retour, non seulement parce que le bio se vend mieux, mais aussi parce que ce type de viticulture s'est avéré plus simple sur le long terme. Les aides européennes ont aussi été une incitation : 650 euros sont versés par hectare bio pendant 3 à 5 ans.
La création de grandes exploitations viticoles est difficile en Grèce. Les parcelles agricoles appartiennent à de nombreux petits propriétaires, bien souvent en indivis. L'achat des premières parcelles pour étendre une exploitation est assez facile, mais dès que les petits propriétaires comprennent ce qui est en train de se passer, les prix flambent. De plus, la création de nouveaux vignobles est interdite. Il n'est possible de planter de la vigne qu'après accord de l'agronome local, en achetant les « droits de vignoble » d'une parcelle dans une autre région. Il faut ensuite arracher les pieds de cette parcelle qui a perdu ses droits. Ce transfert de droits est long et cher.
Dans les années 1960-1970, la grande personnalité grecque qui œuvra à l'amélioration de la qualité et de la réputation du vin fut Stavroula Kourakou-Dragona. Elle réussit à imposer la législation sur les appellations, en les approchant le plus possible des normes européennes en vue de l'adhésion future du pays à la CEE. De même, elle fut à l'origine de toute la nouvelle législation sur le vin, imitant les lois françaises. Evángelos Avéroff fut un autre des pionniers qui améliora la réputation du vin grec, avec son Katogi, un cabernet-sauvignon. Depuis 1967, deux types d'appellations indiquent aux consommateurs l'origine des vins :
- Appellation d'origine de qualité supérieure : Ονομασία προελεύσεως ανωτέρας ποιότητος (ΟΠΑΠ)
- Appellation d'origine contrôlée : Ονομασία προελεύσεως ελεγχόμενη (ΟΠΕ)

## Situation géographique
Les principales régions viticoles de la Grèce sont le Péloponnèse, l'Attique, la Macédoine, l'île de Rhodes, l'île de Samos, l'île de Santorin, la Crète et l'Épire.

### Géologie
La Grèce continentale, la Crète et d'autres îles possèdent des sols calcaires, tandis que Santorin est une île volcanique transformée en caldeira, large de près de 15 km, recouverte de cendres volcaniques. Ces terroirs sont idéaux pour la vigne.

### Climatologie
D'après les données climatologiques d'Athènes et de Corfou, il ressort que ce sont les précipitations qui limitent, hors du continent, la période végétative de la vigne, les températures restant propices au mûrissement jusqu'en octobre et novembre. Dans les zones subissant une forte pluviosité, l'éclatement des baies, dû à la pluie, implique une dilution des arômes et reste la cause première des mauvais millésimes.
| Climatologie de Corfou (Κέρκυρα Kérkyra)             | Climatologie de Corfou (Κέρκυρα Kérkyra) | Climatologie de Corfou (Κέρκυρα Kérkyra) | Climatologie de Corfou (Κέρκυρα Kérkyra) | Climatologie de Corfou (Κέρκυρα Kérkyra) | Climatologie de Corfou (Κέρκυρα Kérkyra) | Climatologie de Corfou (Κέρκυρα Kérkyra) | Climatologie de Corfou (Κέρκυρα Kérkyra) | Climatologie de Corfou (Κέρκυρα Kérkyra) | Climatologie de Corfou (Κέρκυρα Kérkyra) | Climatologie de Corfou (Κέρκυρα Kérkyra) | Climatologie de Corfou (Κέρκυρα Kérkyra) | Climatologie de Corfou (Κέρκυρα Kérkyra) | Climatologie de Corfou (Κέρκυρα Kérkyra) | Climatologie de Corfou (Κέρκυρα Kérkyra) |
| Température                                          | Température                              | Température                              | Température                              | Température                              | Température                              | Température                              | Température                              | Température                              | Température                              | Température                              | Température                              | Température                              | Température                              | Température                              |
| Mois                                                 | Jan                                      | Fév                                      | Mar                                      | Avr                                      | Mai                                      | Jui                                      | Jui                                      | Aoû                                      | Sep                                      | Oct                                      | Nov                                      | Déc                                      |                                          | Moyenne                                  |
| ---------------------------------------------------- | ---------------------------------------- | ---------------------------------------- | ---------------------------------------- | ---------------------------------------- | ---------------------------------------- | ---------------------------------------- | ---------------------------------------- | ---------------------------------------- | ---------------------------------------- | ---------------------------------------- | ---------------------------------------- | ---------------------------------------- | ---------------------------------------- | ---------------------------------------- |
| Température max (°C)                                 | 14                                       | 16                                       | 18                                       | 20                                       | 25                                       | 29                                       | 32                                       | 30                                       | 28                                       | 24                                       | 20                                       | 16                                       |                                          | 22, 7                                    |
| Température min (°C)                                 | 9                                        | 8                                        | 11                                       | 12                                       | 16                                       | 20                                       | 23                                       | 22                                       | 19                                       | 17                                       | 12                                       | 9                                        |                                          | 14, 8                                    |
| Moyenne °C                                           | 9,6                                      | 10,3                                     | 12,1                                     | 15,1                                     | 19,6                                     | 23,8                                     | 26,4                                     | 26,1                                     | 22,7                                     | 18,4                                     | 14,2                                     | 11,1                                     |                                          | 17, 5                                    |
| Précipitations et ensoleillement                     |                                          |                                          |                                          |                                          |                                          |                                          |                                          |                                          |                                          |                                          |                                          |                                          |                                          |                                          |
| Mois                                                 | Jan                                      | Fév                                      | Mar                                      | Avr                                      | Mai                                      | Jui                                      | Jui                                      | Aoû                                      | Sep                                      | Oct                                      | Nov                                      | Déc                                      |                                          | Total                                    |
| Précipitations (mm)                                  | 132                                      | 136                                      | 98                                       | 62                                       | 36                                       | 14                                       | 7                                        | 18                                       | 75                                       | 148                                      | 181                                      | 180                                      |                                          | 1087                                     |
| Ensoleillement (j/h)                                 | 5                                        | 6                                        | 7                                        | 7                                        | 9                                        | 10                                       | 11                                       | 12                                       | 9                                        | 6                                        | 4                                        | 3                                        |                                          | 2600 h/an                                |
| Source : Relevé des données météorologiques à Corfou |                                          |                                          |                                          |                                          |                                          |                                          |                                          |                                          |                                          |                                          |                                          |                                          |                                          |                                          |

| Climatologie d'Athènes (Αθήνα [a'θina] Athína)                          | Climatologie d'Athènes (Αθήνα [a'θina] Athína) | Climatologie d'Athènes (Αθήνα [a'θina] Athína) | Climatologie d'Athènes (Αθήνα [a'θina] Athína) | Climatologie d'Athènes (Αθήνα [a'θina] Athína) | Climatologie d'Athènes (Αθήνα [a'θina] Athína) | Climatologie d'Athènes (Αθήνα [a'θina] Athína) | Climatologie d'Athènes (Αθήνα [a'θina] Athína) | Climatologie d'Athènes (Αθήνα [a'θina] Athína) | Climatologie d'Athènes (Αθήνα [a'θina] Athína) | Climatologie d'Athènes (Αθήνα [a'θina] Athína) | Climatologie d'Athènes (Αθήνα [a'θina] Athína) | Climatologie d'Athènes (Αθήνα [a'θina] Athína) | Climatologie d'Athènes (Αθήνα [a'θina] Athína) | Climatologie d'Athènes (Αθήνα [a'θina] Athína) |
| Température                                                             | Température                                    | Température                                    | Température                                    | Température                                    | Température                                    | Température                                    | Température                                    | Température                                    | Température                                    | Température                                    | Température                                    | Température                                    | Température                                    | Température                                    |
| Mois                                                                    | Jan                                            | Fév                                            | Mar                                            | Avr                                            | Mai                                            | Jui                                            | Jui                                            | Aoû                                            | Sep                                            | Oct                                            | Nov                                            | Déc                                            |                                                | Moyenne                                        |
| ----------------------------------------------------------------------- | ---------------------------------------------- | ---------------------------------------------- | ---------------------------------------------- | ---------------------------------------------- | ---------------------------------------------- | ---------------------------------------------- | ---------------------------------------------- | ---------------------------------------------- | ---------------------------------------------- | ---------------------------------------------- | ---------------------------------------------- | ---------------------------------------------- | ---------------------------------------------- | ---------------------------------------------- |
| Température max (°C)                                                    | 13                                             | 14                                             | 16                                             | 20                                             | 25                                             | 30                                             | 33                                             | 33                                             | 29                                             | 24                                             | 19                                             | 15                                             |                                                | 22, 6                                          |
| Température min (°C)                                                    | 6                                              | 7                                              | 8                                              | 11                                             | 16                                             | 20                                             | 23                                             | 23                                             | 19                                             | 15                                             | 12                                             | 8                                              |                                                | 14, 0                                          |
| Moyenne °C                                                              | 9,3                                            | 9,8                                            | 11,7                                           | 15,5                                           | 20,2                                           | 24,6                                           | 27,0                                           | 26,6                                           | 23,3                                           | 18,3                                           | 14,4                                           | 11,1                                           |                                                | 17, 7                                          |
| Précipitations et ensoleillement                                        |                                                |                                                |                                                |                                                |                                                |                                                |                                                |                                                |                                                |                                                |                                                |                                                |                                                |                                                |
| Mois                                                                    | Jan                                            | Fév                                            | Mar                                            | Avr                                            | Mai                                            | Jui                                            | Jui                                            | Aoû                                            | Sep                                            | Oct                                            | Nov                                            | Déc                                            |                                                | Total                                          |
| Précipitations (mm)                                                     | 45                                             | 48                                             | 43                                             | 28                                             | 17                                             | 10                                             | 4                                              | 5                                              | 12                                             | 48                                             | 51                                             | 67                                             |                                                | 378                                            |
| Ensoleillement (j/h)                                                    | 4                                              | 5                                              | 6                                              | 8                                              | 9                                              | 11                                             | 12                                             | 12                                             | 9                                              | 7                                              | 5                                              | 4                                              |                                                | 2804 h/an                                      |
| Source : Wetterdaten Athen Relevé des données météorologiques à Athènes |                                                |                                                |                                                |                                                |                                                |                                                |                                                |                                                |                                                |                                                |                                                |                                                |                                                |                                                |

## Vignoble
Les surfaces viticoles sont en régression depuis les années 1960 (236 000 ha en 1961 et 146 000 ha en 1991). Elles sont principalement réservées à la production de vin (55 % en 1964 et 53 % en 1984). Si la surface dévolue au vin a diminué, la production, elle, a augmenté grâce à l'amélioration des techniques (irrigation, engrais, sélection des plants), mais aussi grâce à la spécialisation. En 1961, la production de raisin était de 363 000 tonnes, en 2000 de 355 800 tonnes. Le nombre d'hectolitres à l'hectare a augmenté dans le même temps, passant de 18,9 hl/ha à 35,7 hl/ha. La grande période d'arrachage de vignes fut les années 1988-1996,. Alors que longtemps, tous les agriculteurs produisaient du vin, dorénavant, certaines exploitations et certaines régions se sont spécialisées. Cependant, la viticulture reste double. À côté de grandes exploitations et coopératives qui produisent jusqu'à 70 hl/ha, il existe encore de nombreuses exploitations « artisanales » qui ont un rendement autour de 20 hl/ha. Les principales régions produisant du vin sont le nord et ouest du Péloponnèse (Élide, Achaïe et Corinthie), la région d'Héraklion en Crète et la Grèce centrale (Attique, Béotie et Eubée). Chacune de ces régions produisait en 1994 plus de 51 000 tonnes de moût.

### Présentation

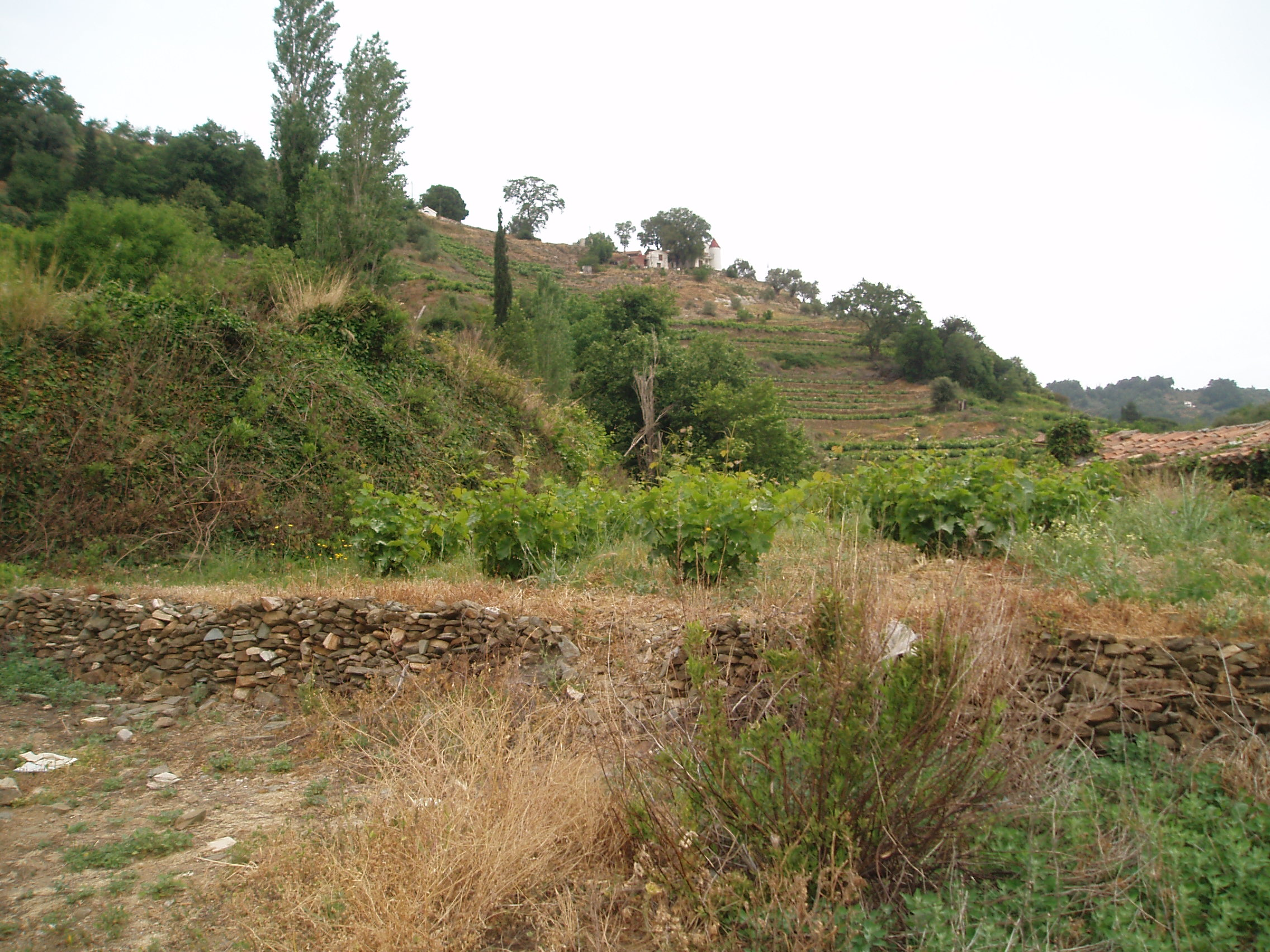
Vignes à Samos

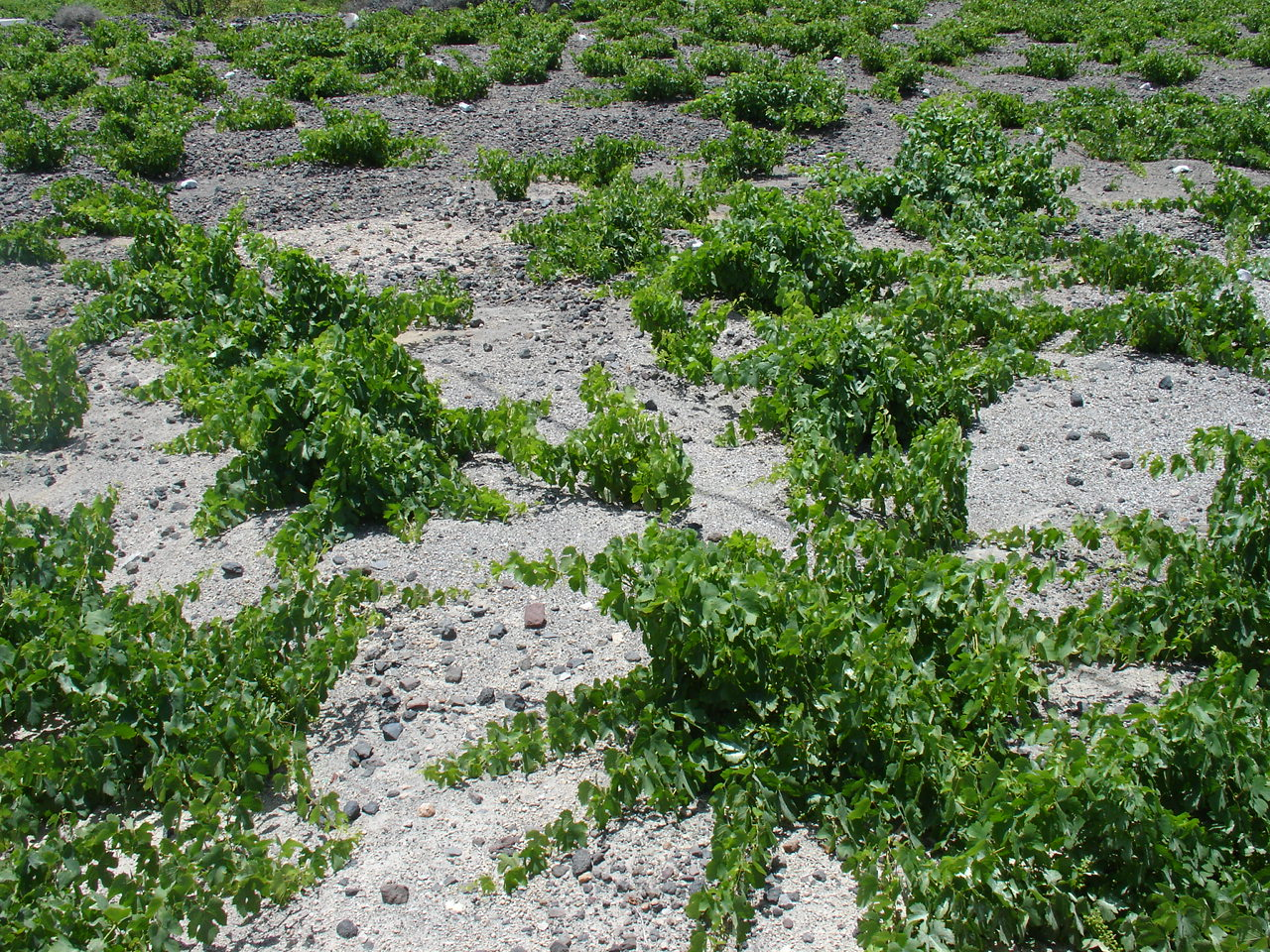
Vignoble à Santorin

#### Péloponnèse
Appellations :
- Némée (AOQS)
- Mantinée (AOQS)
- Patras (AOQS)
- Mavrodaphni (en) de Patras (AOC)
- Mavrodaphni de Rio
- Muscat de Patras (AOC)

#### Attique
Pas d'appellations.

#### Macédoine
Appellations :
- Amyntaio (AOQS)
- Gouménissa (de) (AOQS)
- Naoussa (AOQS)
- Plages de Méliton (AOQS)

#### Mer Égée
Appellations :
- Rhodes (AOQS)
- Muscat de Rhodes (AOC)
- Samos (AOQS)
- Muscat de Samos (AOC)
- Paros (AOQS)
- Santorin (AOQS)
  - Il existe également le Vinsanto, vin doux produit sur l'île de Santorin
- Limnos (AOQS)
- Muscat de Limnos (AOC)

#### Crète
Appellations :
- Archánes (AOQS)
- Daphnes (AOQS)
- Pezá (AOQS)
- Sitia (AOQS)

#### Épire
Appellation :
- Zitsa (AOQS)

#### Thessalie
Appellations :
- Rapsáni (AOQS)
- Anchialos (AOQS)
- Mesenikola (AOQS)

#### Îles Ioniennes
Appellations :
- Muscat de Céphalonie (AOC)
- Mavrodaphni de Céphalonie (AOC)
- Robola de Céphalonie (de) (AOQS)

### Encépagement

Naoussa rouge d'Appellation d'Origine de Qualité Supérieure, Ονομασία προελεύσεως ανωτέρας ποιότητος (ΟΠΑΠ)

Cépages rouges
Agiorgitiko, Xinomavro (en), Mandilaria (en), Mavrodaphni (en), Limnió
Cépages blancs
Assyrtiko, Athiri (en), Lagorthi (en), Malagousia, Moschofilero (en), Robola, Rhoditis, Savatiano (en)

### Méthodes culturales et réglementaires
La Grèce, pays membre de l'Union européenne, applique les règlements européens qui supplantent la législation nationale.

### Commercialisation
Dès le XVIIe siècle, les premières compagnies grecques de commercialisation du vin furent créées. Elles ne durèrent pas plus longtemps que les deux éphémères premières compagnies de l'époque contemporaine créées en 1858 à Patras et sur Céphalonie. À la fin du XIXe siècle, une dizaine d'entreprises travaillaient dans le secteur de la vigne, principalement dans la distillation, mais elles vendaient aussi du vin en gros.
Dans les années 1970, les principales compagnies Achaia Clauss, Kambas, Kourtaki (en) et Boutari, puis, un peu plus tard Tsantali (en) se mirent à vendre le vin en bouteille et non plus du vin en vrac. Elles insistaient principalement sur la quantité et les prix bas.

### Sites internet
- Les cépages rouges grecs
- Les cépages blancs grecs

### Vidéos
- [vidéo] « La Grèce » sur Voyage, 2004, 50 min.
- (en) [vidéo] « The Wines of Greece » sur GuildSomm, 2 juillet 2019, 15 min.